# Abronia montecristoi
El dragoncito de Montecristo Metapán (Abronia montecristoi) es una especie de lagarto que pertenece a la familia Anguidae.

## Distribución geográfica y hábitat
Es endémico de la región del cerro Montecristo en El Salvador y Honduras; quizá en Guatemala. Su rango altitudinal oscila entre 1370 y 2250 m s. n. m..

## Estado de conservación
Es una especie que se encuentra amenazada por la pérdida de su hábitat natural.